# Medosavka ozdobná
Medosavka ozdobná (Grantiella picta) je druh malého pěvce z čeledi kystráčkovitých (Meliphagidae). Je endemický pro Austrálii a dle Mezinárodního svazu ochrany přírody (IUCN) se jedná o ohrožený druh s klesající populací. Hlavním důvodem takového poklesu je zřejmě ztráta životního prostředí. Bývá označován za potravního specialistu, jelikož téměř celý jeho jídelníček tvoří plody jmelí. Nicméně výjimečně se živí i hmyzem nebo nektarem.

## Taxonomie
Medosavky ozdobné poprvé popsal anglický ornitolog John Gould v roce 1838. Pod jménem Entomophila picta je tehdy zařadil do monotypického rodu. O několik let později se k nim přidaly ještě dva druhy: medosavky rezavohrdlé a rezavopruhé. Ty v současné době náleží do rodu Conopophila, společně s medosavkou šedou (Conopophila whitei). Roku 1911 je do monotypického rodu Grantiella zařadil australský ornitolog Gregory Matthews. Jeho taxonomické zařazení se ale neujalo hned: v roce 1920 studoval medosavky ozdobné taktéž amatérský australský ornitolog, J. S. P. Ramsey, který souhlasil s Gouldovým taxonomickým zařazením a zapsal tehdy i jejich specifický výběr potravy.
Nejsou popsány žádné poddruhy.

## Popis
Tělo dospělých medosavek ozdobných měří asi 16 cm, přičemž samice jsou menší než jejich protějšky, a váží mezi 20 a 25 g. Zobák měří 1,6 cm a ocas přibližně 5,5 cm. Tito malí až středně velcí ptáci jsou výrazní především díky kontrastu bílého břicha a černého hřbetu, u samic spíše tmavě hnědého. Samci mají černou téměř celou horní polovinu těla, ačkoliv mohou mít na hlavě malé bílé skvrny. Spodní část těla včetně spodku ocasu a prsou je bílá. Na letkách a na ocase mají zářivě žluté peří, zatímco po stranách krku mají nevýrazné hnědočerné pruhy. Mají růžový zobák se šedivou špičkou a břidlicově zbarvené nohy. Duhovky jsou načervenalé až hnědé.
Mladí jedinci jsou podobní samicím s tím rozdílem, že mají světlejší horní polovinu těla.

## Výskyt
Medosavky ozdobné jsou endemické pro východní a severní Austrálii, kde mají poměrně široký areál výskytu. Na jaře a v létě je možné je pozorovat především v centrální Victorii, většině Nového Jižního Walesu a na jihu Queenslandu. Na zimu migrují do severního Queenslandu a na východ Severního teritoria. I tato migrace má pravděpodobně souvislost s rozšířením jmelí, jehož plody dozrávají na různých místech Austrálie v různou dobu.
Vyhledávají subtropické a tropické otevřené lesy s hojností jmelí a sušším podnebím. Většinou se jedná o porosty různých druhů blahovičníků (Eucalyptus) a akácií (Acacia), ale také o přesličníky Casuarina cunninghamiana.
Tito ptáci bývají pozorování samostatně nebo v párech, ve vzácných případech i v malých skupinkách, většinou v souvislosti s hustým výskytem jmelí.

## Chování

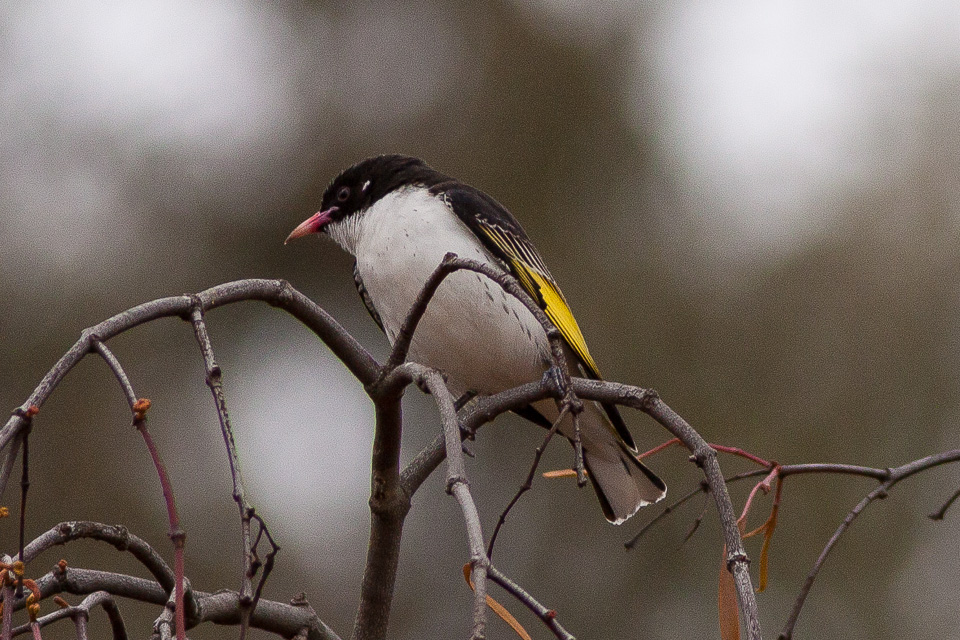
Dospělý jedinec

### Potrava
Ačkoliv se obecně medosavky živí především hmyzem, nektarem a bobulemi, medosavky ozdobné žerou téměř výhradně pouze plody jmelí z rodu Amyema. I proto bývají označovány za potravní specialisty. Bylo zaznamenáno, že se živí minimálně na pěti zástupcích rodu Amyema, přičemž tento vztah je výhodný i pro samotné rostliny: jejich semínka roznáší dále do širšího okolí. 

### Hnízdění
Období hnízdění probíhá od října do března, přičemž přesné časové vymezení ovlivňuje především množství plodících rostlin jmelí. Do oblasti rozmnožování přilétají samci o několik týdnu dříve než samice, které se následně snaží zaujmout. Hnízdo hrníčkového tvaru následně staví hlavně samice, kterou samec následuje a odrazuje od ní ostatní samce.
Svá hnízda staví nejčastěji na akáciích Acacia homalophylla, respektive na větvích jmelí Amyema quandang, které na těchto stromech často parazituje. Podobné chování bylo pozorováno i u medosavek žlutočerných (Anthochaera phrygia) a ačkoliv se předpokládalo, že může vést k nižší predaci hnízd, jelikož husté větve jmelí a jeho plody snáze schovají snůšku, účinek je spíše opačný. U hnízd postavených na jmelí je totiž vyšší pravděpodobnost propadnutí dna i predace.
Mimo akácií staví často i na blahovičnících, sandarakovcích Callitris columellaris, kajeputech (Melaleuca) a přesličnících (Casuarina). Medosavky ozdobné si vybírají koruny vysokých stromů a své příbytky orientují na severovýchod tak, aby se co nejvíce vyhnuly přímému slunečnímu záření během odpoledne.
Samice snáší jedno až tři oválná vejce narůžovělé barvy s hnědo-červenými skvrnami. Snůšku zahřívá střídavě se svým partnerem čtrnáct až patnáct dní. Následně se společně starají i o mladé.